# The Indian Express
The Indian Express és un diari indi en llengua anglesa. Està publicat a Bombai pel grup empresarial Indian Express Group. L'any 1999, vuit anys després de la mort del fundador del grup Ramnath Goenka, mort en 1991, es va segregar el grup entre els membres de la seva família. Les edicions del sud van prendre el nom de The New Indian Express, mentre que les edicions del nord, amb base a Bombai, van mantenir el nom original Indian Express, sense l'article "The".
The Indian Express es publica a onze localitzacions: Delhi, Jaipur, Bombai, Nagpur, Poona, Calcuta, Baroda, Chandigar, Lucknow, Ahmedabad i Tirupati.

## Història d'Indian Express Group
En 1932, l'Indian Express fou fundat per un doctor en aiurveda, P. Varadarajulu Naidu, a Chennai, i publicat inicialment per la seva editorial Tamil Nadu. Aviat va tenir dificultats financeres, i va vendre el diari a Swaminathan Sadanand, el fundador de The Free Press Journal, una agència de notícies nacional.
L'any 1933, The Indian Express va obrir la seva segona oficina a Madurai, llançant la seva edició en tàmil, Dinamani. Sadanand va introduir-hi diverses novetats i en va reduir el preu. De nou davant de certes dificultats financeres, va vendre una part de la seva participació a Ramanath Goenka en forma de bons convertibles.
En 1935, amb la desaparició definitiva de The Free Press Journal, i després d'una prolongada batalla als tribunals amb Goenka, Sadanand va perdre la propietat d l''Indian Express.

## Expansió
Més endavant, Goenka va comprar el restant 26 per cent de l'empresa que encara estava en mans de Sadanand. Amb aquest moviment, el diari va quedar sota el control únic de Goenka, i va portar el to anti-establishment del diari a nivells superiors. També en aquell temps, estava en competència directa amb els diaris consolidats The Hindu i Mail, així com d'altres diaris importants. A finals de la dècada del 1930, el tiratge del diari no superava els 2000 exemplars.
El 1939 Goenka va comprar Andhra Prabha, un altre diari important en llengua telugu. Sovint s'anomenava Els tres mosqueters el conjunt dels tres diaris. El 1940 es van perdre totes les instal·lacions a causa d'un incendi. The Hindu, un diari rival, va ajudar considerablement per reeditar el diari, cedint temporalment la seva impremta de Swadesimithran i més endavant les seves instal·lacions del número 2 de Mount Road, que finalment va esdevenir l'emplaçament històric d'Express Estates. Aquesta reubicació també va ajudar l'Express a obtenir màquines d'impressió de major velocitat. S'ha especulat amb el fet que Goenka va provocar l'incendi de manera deliberada per poder fugir de les seves dificultats financeres.
En els anys posteriors, Goenka va iniciar l'edició de Bombai a l'edifici històric Express Towers, que va convertir en la seva seu quan va comprar el Morning Standard l'any 1944. Dos anys més tard es va convertir en l'edició de Bombai del The Indian Express. Més tard, es van començar edicions en diverses ciutats: l'edició de Madurai, el 1957; l'edició de Bangalore, el 1965, i la d'Ahmedabad, el 1968. El Financial Express fou llençat inicialment a Mumbai el 1961, el Kannada Prabha (diari en kanarès) a Bangalore i una edició a Bangalore del diari Andhra Prabha en tegulu l'any 1965, i els diaris en gujarati Lok Satta i Jansatta, en Ahmedabad i Vadodara l'any 1952.
L'edició de Delhi va començar quan van adquirir elgrup de Tej Indian News Chronicle l'any 1951, que en 1953 es va convertir en l'edició de Delhi de l'Indian Express. En 1990, el grup va comprar el grup de revistes Sterling, i amb ell la revista Gentleman.
Després de la mort de Ramanath Goenka l'any 1991, dos dels membres de la família van dividir el grup en Indian Express Mumbai amb totes les edicions del nord de l'Índia, i Express Madurai Ltd. amb les del sud, amb seu a Chennai.
The Indian Express va començar les seves publicacions en línia el 8 de juliol de 1996. Cinc mesos més tard, la pàgina web expressindia.com recollia «700 000 visites cada dia, exceptuant els caps de setmana, queia a un 60 per cent dels seus nivells normals».

## Seu central
El grup empresarial Indian Express Group té una divisió amb base a Bombai, que cal no confondre amb l'empresa Express Publications Madurai, que té una cadena de diaris al Sud de l'Índia, inclòs el The New Indian Express com una entitat separada de The Express Group. La redacció principal de The Indian Express està a Noida, i Bombai n'es una agència. Una secció nacional publica totes les edicions a Delhi. Les oficines de direcció, tanmateix, tenen la seu a Bombai.

## Premis
- Ramnath Goenka Excellence in Journalism Awards
- Ramnath Goenka India Press Photo Awards
- Screen Awards
- FE Women in Business Awards
- Intelligent Enterprise Awards
- Security Strategist Awards
- Uptime Champion Awards
- Express TravelWorld Awards
- Pharma Excellence Awards
- Healthcare Excellence Awards